# Mahaska megye
Mahaska megye az Amerikai Egyesült Államokban, azon belül Iowa államban található. Megyeszékhelye Oskaloosa, legnagyobb városa Oskaloosa. Lakosainak száma 22 190 fő (2020. április 1.). Mahaska megye Poweshiek, Monroe, Jasper, Keokuk, Wapello és Marion megyékkel határos.

## Népesség
A megye népességének változása:
| Lakosok száma | 22 394 | 22 516 | 22 447 | 22 417 | 22 324 | 22 190 |
|               | 2010   | 2011   | 2012   | 2013   | 2015   | 2020   |